# Усиновлення тварин
Усиновлення або адопція тварин — це процес прилаштування домашніх тварин, залишених попередніми власниками, в нових сім'ях. Поширеними місцями для усиновлення є притулки чи організації порятунку тварин. Деякі організації надають усиновлювачам право власності на домашнього улюбленця, а інші використовують модель опіки, в якій організація зберігає деякий контроль.

## Небажані домашні тварини
Люди чинять по-різному зі своїми небажаними домашніми тваринами. Деякі люди проводять їм евтаназію, хоча багато ветеринарів вважають це неетичним щодо молодих та здорових тварин, а інші стверджують, що евтаназія є більш гуманним варіантом, ніж залишати домашнього улюбленця в клітці протягом дуже тривалого часу. Деякі люди просто випускають вихованця в дику природу або іншим чином відмовляються від нього, сподіваючись, що він зможе подбати про себе, або що його знайдуть і усиновлять. Як правило, такі домашні тварини голодують, потрапляють під колеса транспорту, мають проблеми зі здоров'ям. Деякі люди проводять евтаназію домашніх тварин через термінальні хвороби або травми, а інші навіть роблять це через загальні проблем зі здоров'ям, відмовляючись платити за лікування. Більш відповідальні власники везуть домашнього улюбленця до притулку або телефонують до рятувальної організації, де за ним доглядатимуть належним чином, підшуковуючи житло. Однак нові господарі не завжди знаходяться, тому в притулках нерідко проводять евтаназію, щоб звільнити місце для нових тварин. Щоб зменшити щорічну кількість евтаназованих тварин, деякі притулки розробили політику проти забою.

## Процес усиновлення
Головне питання усиновлення полягає в тому, чи зможе новий усиновлювач забезпечити безпечне та постійне житло для вихованця. Притулки та рятувальні організації відмовляються віддавати домашніх тварин людям, яких вони вважають непридатними, спираючись на оцінку їх неможливості забезпечити усиновлену тварину відповідними умовами. Іноді новий власник може зіткнутися з труднощами у навчанні або поведінці тварини, якою нехтували або зловживали попередні власники. За словами представників притулків, у переважній більшості випадків терпіння, навчання, наполегливість і послідовність нових власників допомагають вихованцеві адаптуватись.